# Siegmund Fraenkel (Semitist)

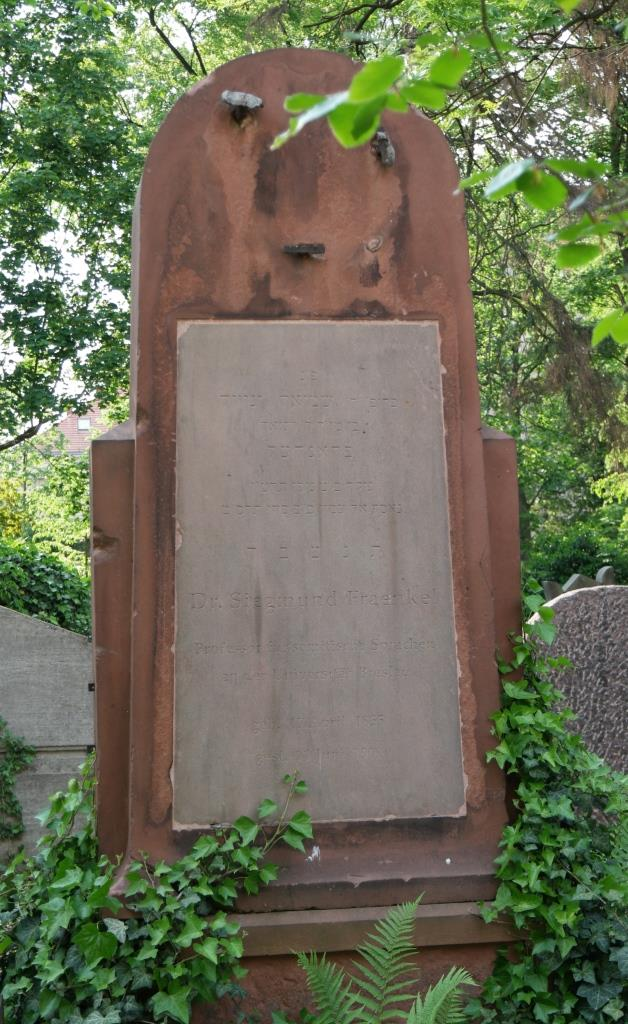
Grab von Siegmund Fraenkel auf dem Alten Jüdischen Friedhof in Breslau

Siegmund Fraenkel (* 7. April 1855 in Frankfurt (Oder); † 11. Juni 1909 in Breslau) war ein deutscher Semitist.

## Leben
Fraenkel war jüdischer Herkunft. Sein Vater Daniel Fraenkel (1821–1890) war Rabbiner, seine Mutter Julie geborene Rosenstein Tochter eines Berliner Rabbiners. Siegmund Fraenkel hatte elf Geschwister, darunter: Max Fraenkel (1856–1926), Architekt und Regierungsbaumeister, James Fraenkel (1859–1935), Begründer und Mitbetreiber der Heil- und Pflegeanstalt Berolinum in Berlin-Lankwitz, und Martin Fraenkel (1863–1928), Kaufmann und jüdischer Philanthrop.
Fraenkel studierte von 1873 bis 1877 an den Universitäten Berlin, Leipzig und Straßburg semitische Philologie. Nach der Promotion 1877 beschäftigte er sich in Leiden mit Handschriftenstudien und erreichte 1880 seine Habilitation an der Universität Breslau, wo er zunächst Privatdozent, 1886 außerordentlicher, 1893 ordentlicher Professor für semitische Philologie wurde.
Fraenkels wichtigstes Werk ist Die aramäischen Fremdwörter im Arabischen (1886). Darin beschreibt er die aramäischen Lehnwörter nach Themengruppen geordnet, jeweils mit einer kulturhistorischen Einleitung versehen. Über das eigentliche Thema hinausgehend enthält das Buch zahlreiche bis dahin unerkannte Belege iranischen Lehnguts im Arabischen und griechischer Entlehnungen im Aramäischen. Das Werk wurde angeregt und während des Entstehens intensiv begleitet von seinem Lehrer Theodor Nöldeke, dem er es widmete.
Fraenkel schrieb auch 126 Beiträge zu Paulys Realencyclopädie der classischen Altertumswissenschaft (RE).